# Povilas Plechavičius
Povilas Plechavičius (Židikai, 1º febbraio 1890 – Chicago, 19 dicembre 1973) è stato un generale lituano.

## Biografia

### La gioventù e la prima guerra mondiale
Figlio di un proprietario terriero e una nobildonna lituana, Plechavičius crebbe nella regione della Samogizia. Compì gli studi superiori a Mosca dove frequentò dapprima il ginnasio e poi l'istituto commerciale. Successivamente entrò nella scuola di cavalleria di Orenburg presso la quale si diplomò il 13 maggio 1914. 
Nel corso della grande guerra Plechavičius fu inquadrato nel 5º reggimento di cavalleria dell'esercito imperiale russo. Fu ferito più volte. Allo scoppio della rivoluzione russa si trovava impegnato contro i turchi nella campagna del Caucaso. Combatté quindi contro i bolscevichi nella Russia meridionale poi, a fine luglio 1918, assieme al fratello Aleksandras, rientrò a casa.

### La guerra lituano-sovietica

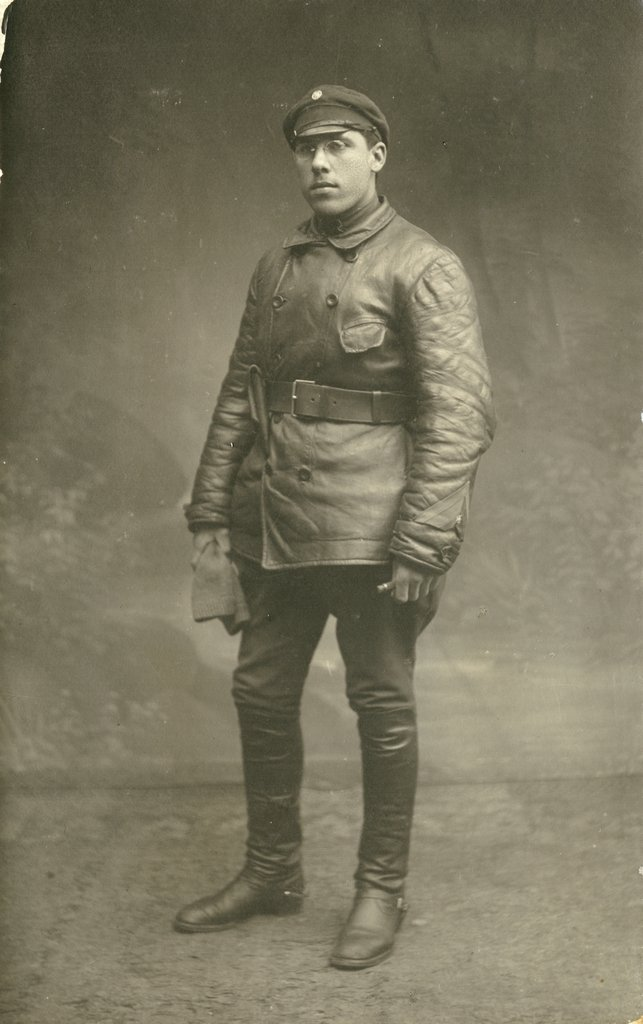
Plechavičius ritratto nel 1919.

Il 15 novembre il Consiglio di Lituania nominò Plechavičius comandante della contea di Seda e lo incaricò di rafforzare la presenza delle autorità del neocostituito Stato lituano organizzando la milizia, il quartier generale militare (komendantūra), le unità di autodifesa e l'amministrazione locale in Samogizia. Forte di questo mandato iniziò una lotta contro i bolscevichi. Il 23 novembre Plechavičius si arruolò volontario nell'esercito lituano.
Nel novembre 1918, incoraggiati dal Consiglio di Lituania, iniziarono a formarsi in tutta la Lituania strutture di autogoverno, come comitati parrocchiali, distrettuali e di contea, milizie, gruppi di autodifesa, volontari militari e ben presto anche quartieri generali militari di città e distretti. Tuttavia, la maggior parte delle strutture di governo non erano protette e la maggior parte delle milizie non disponeva di armi.

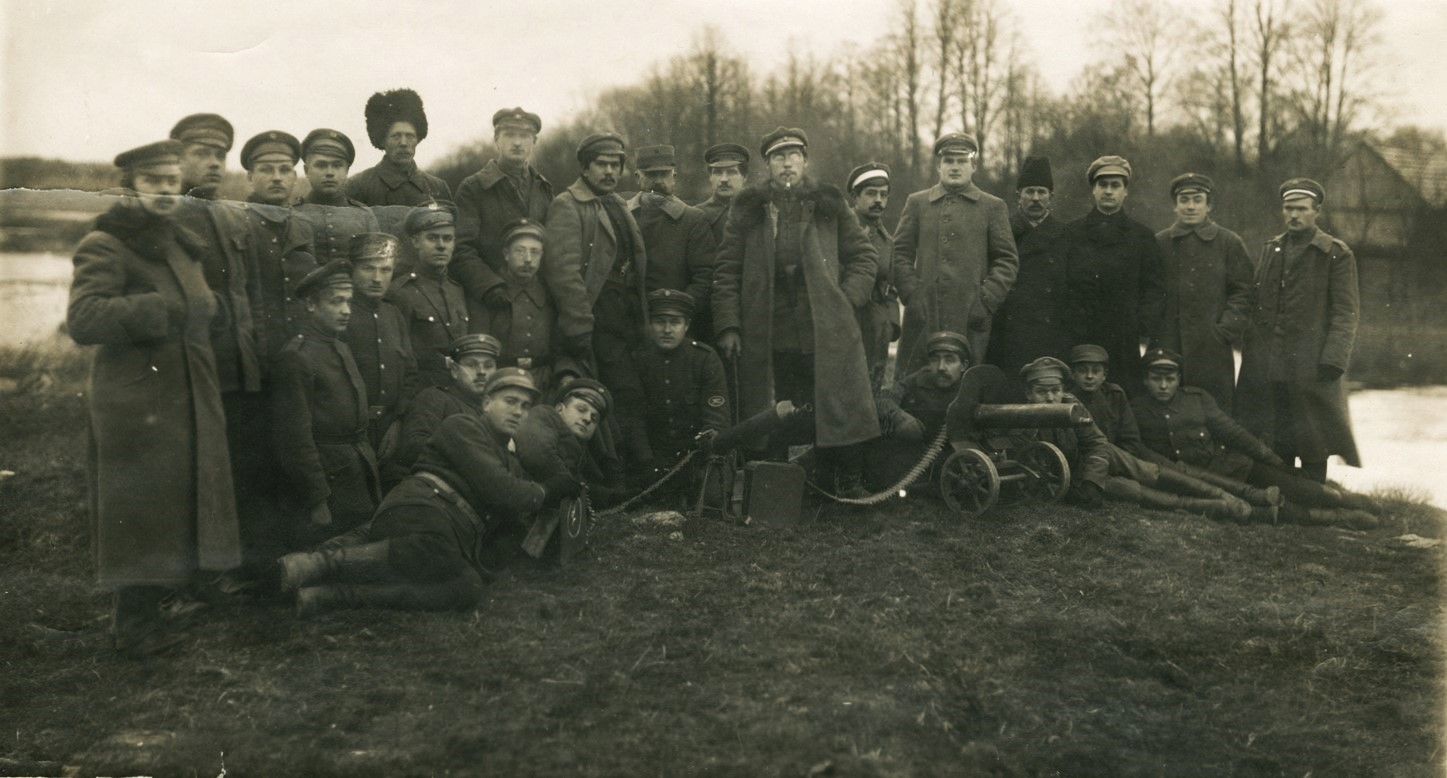
Gruppo di ufficiali lituani della contea di Seda. Plechavičius è al centro.

La situazione iniziò a peggiorare con l'avvio dell'offensiva sovietica verso ovest del 1918-1919. Forti dell'avanzata dell'Armata Rossa, i comunisti lituani cominciarono ad istituire sul territorio dei soviet. Quando i bolscevichi presero il controllo di Seda alla fine del 1918, i due fratelli Plechavičius, con esperienza militare e sostenuti dalla popolazione locale, iniziarono a organizzare un'unità partigiana locale con il sostegno dagli abitanti e dell'esercito tedesco in Lettonia. Il Consiglio di Lituania assegnò a Plechavičius il comando militare di Skuodas e dintorni.
Nella prima metà del 1919 gli uomini di Plechavičius, ottennero i primi successi contro i sovietici. 
Con l'aiuto di un battaglione tedesco e di una batteria di artiglieria, i partigiani liberarono Seda e Mažeikiai entro la fine di febbraio. I bolscevichi, in ritirata, furono inseguiti fino a Kuršėnai, mentre a nord furono seguiti in direzione di Laižuva e Žagarė fino al confine lettone. Il 27 febbraio, i partigiani samovietici, affiancati dai tedeschi, liberarono Luokė dai bolscevichi. Il 2 marzo gli uomini di Plechavičius parteciparono allo scontro nei pressi di Tirkšliai e Mažeikiai che vide la sconfitta 30º reggimento di fucilieri sovietico.
Nel novembre 1919, Plechavičius fu nominato comandante della città e del distretto di Mažeikiai.

### La guerra polacco-lituana

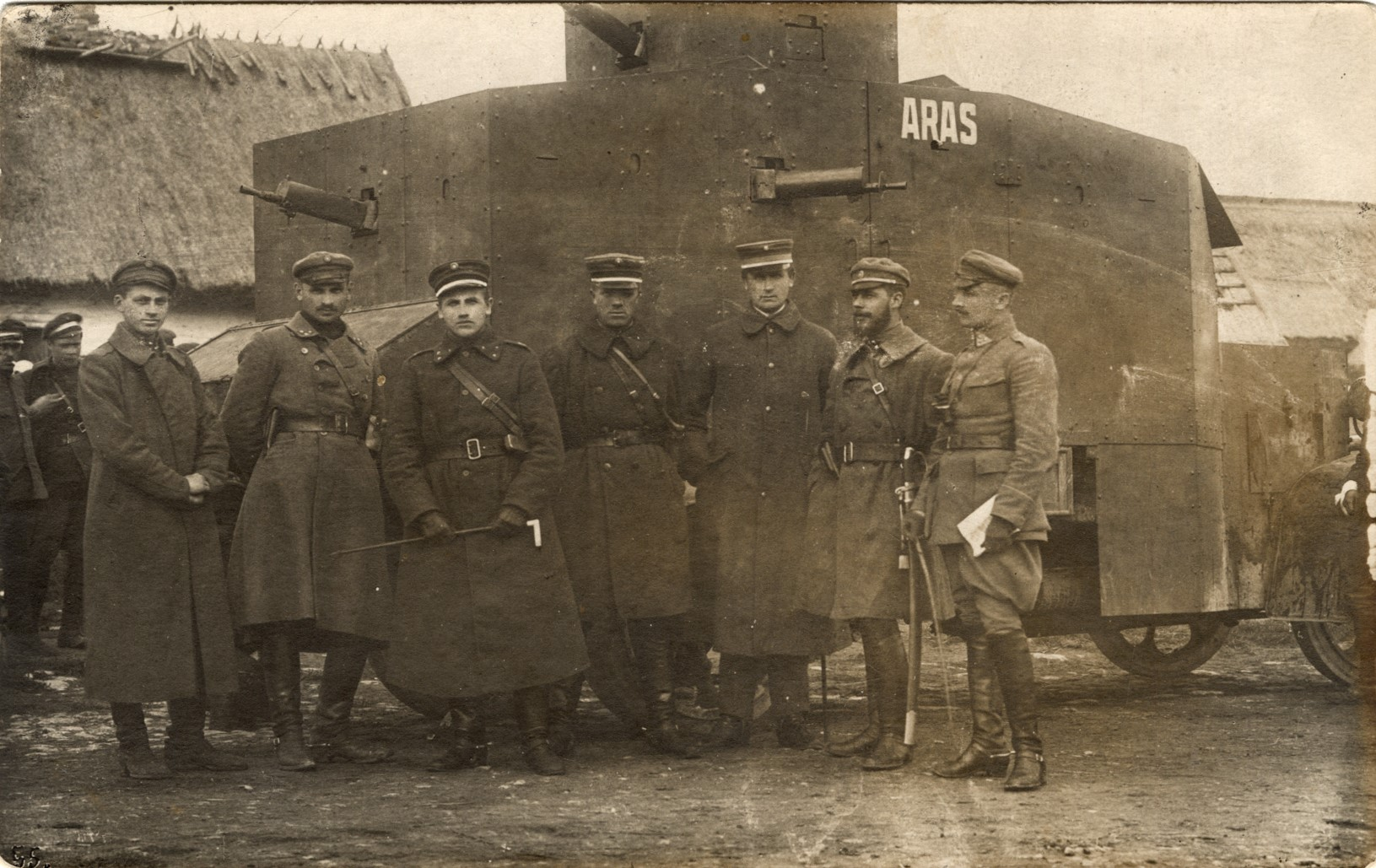
Gruppo di ufficiali lituani a Seinai nel 1920. Plechavičius è il secondo da destra.

Dal gennaio 1920, Plechavičius comandò una compagnia e poi un battaglione del 5º reggimento di fanteria. Come ufficiale dell'esercito lituano, partecipò alla guerra polacco-lituana negli scontri a Seinai, Augustavas e Varėna alla fine del 1920. Alla fine del 1920, prestò servizio nel 1º e 2º reggimento di cavalleria.

### Il periodo interbellico
Dal maggio 1921, Plechavičius fu il comandante ad interim del 1º reggimento di cavalleria. Dal marzo 1922, Plechavičius fu il colonnello che comandava il 1º reggimento di cavalleria. Il suo reggimento fu rinominato 1º Reggimento Ussari nell'aprile 1922. Nel 1924, Plechavičius si diplomò ai corsi per ufficiali superiori di Kaunas, dove in seguito insegnò lui stesso. Nel 1926, Plechavičius si diplomò al Collegio di Guerra di Praga.
Le elezioni parlamentari lituane del maggio 1926 videro un rafforzamento del partito comunista. Plechavičius, che si trovava in carcere dove stava scontando una condanna a 20 giorni per una scazzottata con un altro ufficiale, fu liberato e messo alla guida del colpo di stato militare del 17 dicembre 1926 che fece cadere il governo democraticamente eletto e consegnò il potere ad Antanas Smetona.
Il 1º gennaio 1927 fu nominato Ispettore capo di cavalleria del Quartier Generale dell'Esercito, ricoprendo al contempo la carica di Capo del Consiglio di Stato Maggiore. Nel luglio 1927 fu nominato Capo della Cavalleria. Dall'agosto 1927 Plechavičius fu Capo dello Stato Maggiore dell'Esercito. Nel 1929 fu promosso al grado di tenente generale. Il 13 febbraio 1929 Plechavičius fu congedato dalla riserva contro la sua volontà. In seguito visse come agricoltore.

### Seconda guerra mondiale
Dopo l'occupazione sovietica della Lituania, Plechavičius fuggì in Germania nel giugno 1940. Tornò in Lituania nel giugno 1941, dopo l'inizio dell'Operazione Barbarossa.
Nel febbraio 1944, a fronte dell'avanzata dell'Armata Rossa verso ovest e dopo lunghe trattative con i tedeschi, Plechavičius acconsentì alla formazione di unità militari lituane, chiamate Forza di Difesa Territoriale Lituana (in lituano: Lietuvos Vietinė Rinktinė), in appoggio alle truppe naziste e comandate da Plechavičius stesso. Nel giorno dell'indipendenza lituana (16 febbraio 1944) Plechavičius lanciò un appello radiofonico alla nazione per la ricerca di volontari. Circa 19.500 uomini risposero all'appello.
Alcuni militi della LVR commisero crimini contro la minoranza polacca della regione di Vilnius tra i mesi di aprile e maggio 1944. 
Nel maggio 1944, i tedeschi occupanti tentarono senza successo di costringere le unità militari lituane a entrare nelle SS. Il quartier generale lituano ordinò alle unità sul campo di obbedire solo agli ordini degli ufficiali lituani. Ordinò inoltre alla Scuola Ufficiali della LTDF di Marijampolė di rimandare a casa i cadetti. Plechavičius dichiarò che i suoi uomini si sarebbero sciolti e si sarebbero ritirati nelle foreste con le armi e le uniformi. La maggior parte di questi soldati entrò a far parte della resistenza clandestina e costituì il nucleo della resistenza armata antisovietica in Lituania per i successivi otto anni. Così, invece di collaborare con i tedeschi, le unità lituane si sciolsero. Plechavičius e il suo staff furono quindi arrestati dai tedeschi il 15 maggio e deportati nel campo di concentramento di Salaspils, in Lettonia. Poi fu portato a Danzica e quindi a Klaipėda. Fu rilasciato ma rimase sotto la supervisione della Gestapo. Con l'avvicinarsi dell'Armata Rossa sovietica, Plechavičius partì per la Germania.

### Secondo dopoguerra
Nel 1946 l'NKVD chiese l'estradizione di Plechavičius, che trovava nella zona di occupazione britannica, accusandolo di essere un criminale di guerra, ex collaboratore dei nazisti e di aver guidato il reclutamento e l'impiego di unità paramilitari coinvolte in numerose azioni contro gli ebrei e i partigiani sovietici. Il Ministero degli Esteri britannico respinse la richiesta.
Dopo aver lavorato per l'MI6 britannico, si unì la Central Intelligence Agency che lo aiutò poi nel 1949 ad emigrare negli Stati Uniti, dove vivevano già la sorella e la madre. È stato presidente del consiglio di amministrazione dell'Unione dei veterani militari lituani Ramovė nel 1950-1959.